# NowyTomyśl
NowyTomyśl là một thị trấn thuộc huyện Nowotomyski, tỉnh Wielkopolskie ở trung-tây Ba Lan. Thị trấn có diện tích 5 km². Đến ngày 1 tháng 1 năm 2011, dân số của thị trấn là 14865 người và mật độ 2859 người/km².